# کوک برن تاون
کوک برن تاون (‎/ˈkoʊbərn/‎ KOH-bərn)) یک شهرک و پایتخت در بریتانیا است که در مستعمره جزایر تورکس و کایکوس واقع شده‌است. کوک برن تاون ۱۷٫۳۹ کیلومتر مربع مساحت و ۳٬۷۰۰ نفر جمعیت دارد.